# 卡琳堂

卡琳堂现存的入口大门

卡琳堂是赫尔曼·戈林的乡村宅邸，于1930年代建成于柏林东北方森林里，當地行政上隸屬於勃兰登堡州。

## 历史
卡琳堂得名于戈林的第一任妻子、瑞典人卡琳·戈林。卡琳堂从1933年开始分阶段大规模建造。
1933年6月，戈林委托建筑师建造一座瑞典风格的狩猎屋。卡琳死后，首先葬在瑞典，之后于1934年被移葬到卡琳堂的地下墓室。
1935年4月10日，戈林在卡琳堂举行了他和第二任妻子艾米·戈林的婚宴。
后来，戈林将很多从納粹德國佔領下的歐洲掠夺来的艺术品都存放在卡琳堂。

## 結局
1945年，苏联红军逼近卡琳堂所在地，为避免这里落入苏联红军手中，戈林派了一支空军爆破队于4月28日将卡琳堂炸毁。此前很多艺术品都已被转移到贝希特斯加登，但也有很多没能转移走，有些藏在地堡里，有些埋在花园下，苏军士兵和当地居民在发现后要么将其据为己有，要么毁掉。
今日卡琳堂原址上只存留入口大门、一些地基结构，以及装饰性石材。
1999年，當時的新书《戈林的帝国：卡琳堂的自我舞台》（Görings Reich: Selbstinszenierungen in Carinhall）重新激发起人们的兴趣，宝藏搜集者开始到访废墟，也有人担忧这里会成为新纳粹的圣坛。勃兰登堡州政府下令将卡琳的坟墓彻底摧毁。